# تقنية محاذاة الجماع
تقنية محاذاة الجماع[بحاجة لمصدر] (بالإنجليزية: Coital alignment technique)‏ هي وضعية جنسية وأحد أنواع الوضع التبشيري، مصممة لتحقيق أقصى قدر من التحفيز أثناء الجماع للبظر. يتحقق ذلك من خلال الجمع بين الركوب (نوع من الوضع التبشيري) وحركات الضغط والضغط المضاد التي يقوم بها كل شريك مع إيقاع الجماع.